# Leucania javacorna
Leucania javacorna là một loài bướm đêm trong họ Noctuidae.